# ドニー・ヴィー
ドニー・ヴィー（Donnie Vie）はアメリカのミュージシャン。ロック・バンド、イナフ・ズナフ（Enuff Z'nuff）のメンバーとして1989年にデビューし、現在はソロで活動。

## ディスコグラフィ

### スタジオ・アルバム
- Just Enough! (2003年)
- Wrapped Around My Middle Finger (2012年)
- The White Album (2014年)
- Beautiful Things (2018) - PledgeMusicからのリリース

### その他
- This & That (2004年) - Don E. Vie名義。イナフ・ズナフのデモ音源とソロ音源を収録
- Baby Pictures (2006年) - TV出演時の映像やインタービュー、ミュージック・ビデオなどを収録したDVD
- DVieD-EP (2006年) - 上記DVDに6曲入りEPをプラスしてヨーロッパで発売されたDVD+CD
- Extra Strength (2007年) - イナフ・ズナフのセカンド・アルバム「ストレングス」のアコースティック再録作品
- Smokin' Hot Lollipop (2010年) - EP
- Goodbye: Enough Z'nuff (2014年) - イナフ・ズナフのナンバーを収録したライブCDとDVDの2枚組
- The Best of Donnie Vie (2015年) - ソロアルバム3作品からセレクトした曲に未発表曲とイナフ・ズナフの曲のソロ・バージョンを加えたベスト盤。オンライン配信のみ
- V8 Live In Europe 2015 - Donnie Vie & Baz Francis名義のライブEP
- Mrs Vandevelde - V8名義のEP
- ! (2016) - アウトテイク、アコースティックセッション、ライブなどを収録したレア・トラック集
- International Jagoffs (2018) - 甥のルー君とのコンビGuilt n' Shameのアルバム
- Trouble Maker (2018) - 元イナフ・ズナフのジョニー・モナコ、エリック・ドナーとのプロジェクトE-Z-NのEP
- Shake It Off (2020) - テイラー・スイフトのカバー。オンライン配信のみ
- All My Favorite Things (2020) - EP。オンライン配信のみ

### ゲスト参加など
- 氷室京介 / I・DE・A (1997年) - スティーヴ・スティーヴンスとの共作曲「SWEET EMOTION」を収録
- Needle Park / C'mon Get Real (2002年) - 「When It All Comes Around」「Take Me Back」にリード・ヴォーカルとして参加
- Various Artists / Influences & Connections Volume one: MR. BIG (2003 年) - 「Green-tinted Sixties Mind」に参加
- Liberty N' Justice / Chasing A Cure (2010年) - 「Throwing Stones」にリード・ヴォーカルとして参加
- Liberty N' Justice / Hell Is Coming to Breakfast (2012年) - 「Mad Hatter」にリード・ヴォーカルとして参加
- Liberty N' Justice / The Vow (2016年) - ボーナス・トラックの「Amazing Me」に参加
- Primitive Overflow / Honor Way Down (2012年) - 全曲にリード・ヴォーカルとして参加
- Magic Eight Ball / Sorry We're Late But We're Worth The Wait (2013年) - 「Before It Was Murder (You Got Me Talking)」 ボーカルをバックアップ
- Peter Blast / Painting Without Canvas (2015年) - 2曲にコーラスとして参加
- Candybag / Ending (2016年) -「Nun S'po Fa Sta Vita」に参加、「Piccolo Ingombrante」のナレーションを担当